# Borogonalia cruciatula
Borogonalia cruciatula är en insektsart som beskrevs av Gustav Breddin 1902. Borogonalia cruciatula ingår i släktet Borogonalia och familjen dvärgstritar. Inga underarter finns listade i Catalogue of Life.